# Karl Lyberth (Politiker, 1959)
Karl Lyberth (* 1959) ist ein grönländischer Politiker.

## Leben
Karl Lyberth ist der Sohn von John und Erna Lyberth. Er ist verheiratet mit Ane Zeeb Lyberth. Er wurde zum Fischer und Jäger ausgebildet.
Karl Lyberth kandidierte bei der Parlamentswahl 1987 als Zweiter Stellvertreter von Otto Steenholdt für die Atassut. Bei der Wahl 1991 kandidierte er selbst für die neugegründete Akulliit Partiiat, erreichte aber nicht genügend Stimmen. Bei der Kommunalwahl 1993 wurde er erstmals in den Rat der Gemeinde Maniitsoq gewählt. Bei der Folketingswahl 1994 war er Erster Stellvertreter von Bjarne Kreutzmann. Bei der Parlamentswahl 1995 gelang ihm erstmals der Einzug ins Inatsisartut für die Akulliit Partiiat, wobei er sogar mehr Stimmen erhielt als der Parteivorsitzende Bjarne Kreutzmann. Bereits ein halbes Jahr nach der Wahl wechselte er im Oktober 1995 zur Siumut, da er sich mit der Dorfpolitik der Akulliit Partiiat nicht einverstanden zeigte. Bei der Wahl 1999 kandidierte er für die Siumut, erhielt aber nicht mehr genug Stimmen und schied aus dem Parlament aus.
Er wurde weiterhin in den Rat der Gemeinde Maniitsoq gewählt, von wo aus er interim von April bis Juli 2006 Vorsitzender des Kommunalverbands KANUKOKA für den erkrankten Lars Karl Jensen war. Bei der Kommunalwahl 2008 wurde er in den Rat der neuen Qeqqata Kommunia gewählt. Anschließend wurde er zum 1. Vizebürgermeister ernannt. Bei der Parlamentswahl 2009 kandidierte er erstmals seit zehn Jahren wieder und wurde erneut ins Inatsisartut gewählt. Im November 2011 wurde er zum 1. Vizevorsitzenden der Siumut gewählt.
Bei der Parlamentswahl 2013 wurde er wiedergewählt. Anschließend wurde er im April 2013 zum Minister für Fischerei, Jagd und Landwirtschaft im Kabinett Hammond I ernannt. Bei der Kommunalwahl 2013 wurde er ebenfalls wieder in den Kommunalrat gewählt, ließ sich aber wegen seines Ministerpostens beurlauben. Nach dem Ausscheiden der Partii Inuit aus der Regierung behielt Karl Lyberth seinen Ministerposten auch im Kabinett Hammond II ab November 2013, allerdings trat er am 6. Januar 2014 zurück, nachdem er die Fangquote für Heilbutt versehentlich um 441 Tonnen gesenkt hatte und er nahm seinen Parlamentssitz an. Wenige Tage zuvor hatte die Atassut ihm das Misstrauen ausgedrückt, nachdem in seinem Ministerium der mit Regierungschefin Aleqa Hammond liierte Tom Ostermann angestellt worden war. Bei der Wahl 2014 erhielt er nicht mehr genügend Stimmen und schied wieder aus dem Inatsisartut aus.
Bei der Kommunalwahl 2017 wurde er hingegen erneut in den Rat der Qeqqata Kommunia gewählt. Im Juli 2019 trat er aus dem Kommunalrat zurück und verließ darüber hinaus auch die Siumut. Als Grund gab er seine Unzufriedenheit mit Bürgermeister Malik Berthelsen und der Politik der Siumut an, die seine Heimatstadt Maniitsoq nicht beachtet. Bei der Kommunalwahl 2021 trat er für die Naleraq an und wurde wieder in den Rat der Qeqqata Kommunia gewählt. Bei der Parlamentswahl 2025 trat er wieder landesweit an und erreichte den fünften Nachrückerplatz seiner Partei. Zudem konnte er seinen Sitz im Kommunalrat 2025 verteidigen.